# Джеррі Ван Лінґ
Джеррі Ван Лінґ (англ. Jerry Van Linge; нар. ) — колишній американський тенісист.
Найвищу одиночну позицію світового рейтингу — 271 місце досяг 26 грудня 1979 року.
Найвищим досягненням на турнірах Великого шолома було 2 коло в парному та змішаному парному розрядах.

## Фінали ATP Челленджер

### Парний розряд: 3 (1–2)
| Результат | Ранг | Дата     | Турнір          | Покриття | Партнер     | Суперники                    | Рахунок       |
| --------- | ---- | -------- | --------------- | -------- | ----------- | ---------------------------- | ------------- |
| Перемога  | 1.   | Жов 1978 | Пасадіна, США   | Тверде   | Том Леонард | Воррен Ебер Глен Голройд     | 6–3, 7–6      |
| Поразка   | 1.   | Чер 1979 | Монтгомері, США | Тверде   | Том Леонард | Ерік Фредлер Ерік ван Діллен | 6–4, 3–6, 6–7 |
| Поразка   | 2.   | Чер 1979 | Грин-Бей, США   | Тверде   | Том Леонард | Саші Менон Роберт Троголо    | 5–7, 4–6      |